# متروی اینچئون
متروی اینچئون (인천지하철) سیستم قطار شهری زیرزمینی در شهر اینچئون، کره جنوبی است.
این مترو که در سال ۱۹۹۹ تأسیس شده دارای ۲ خط، ۵۶ ایستگاه و ۵۸٫۵ کیلومتر طول می‌باشد.

## نگارخانه

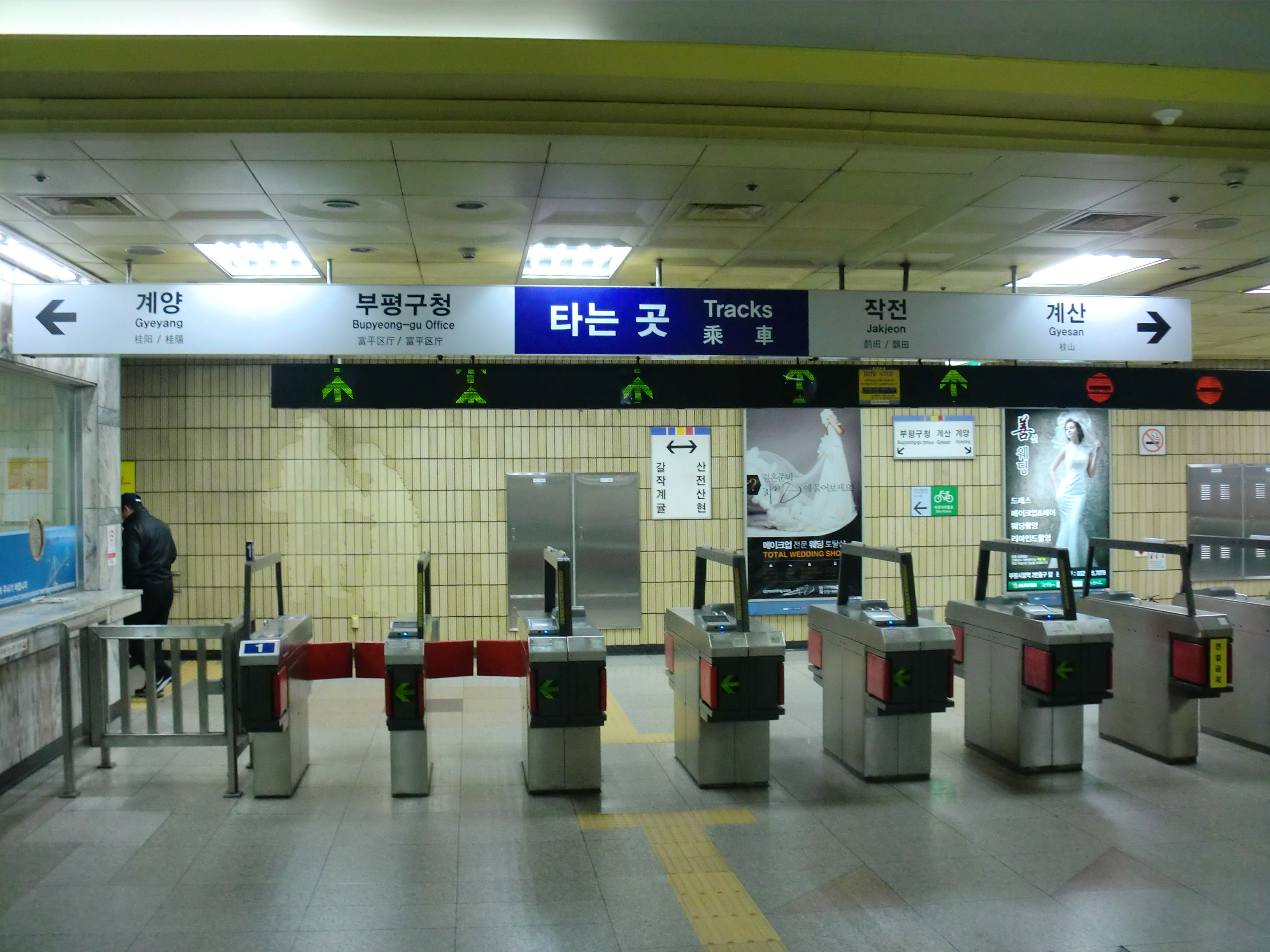
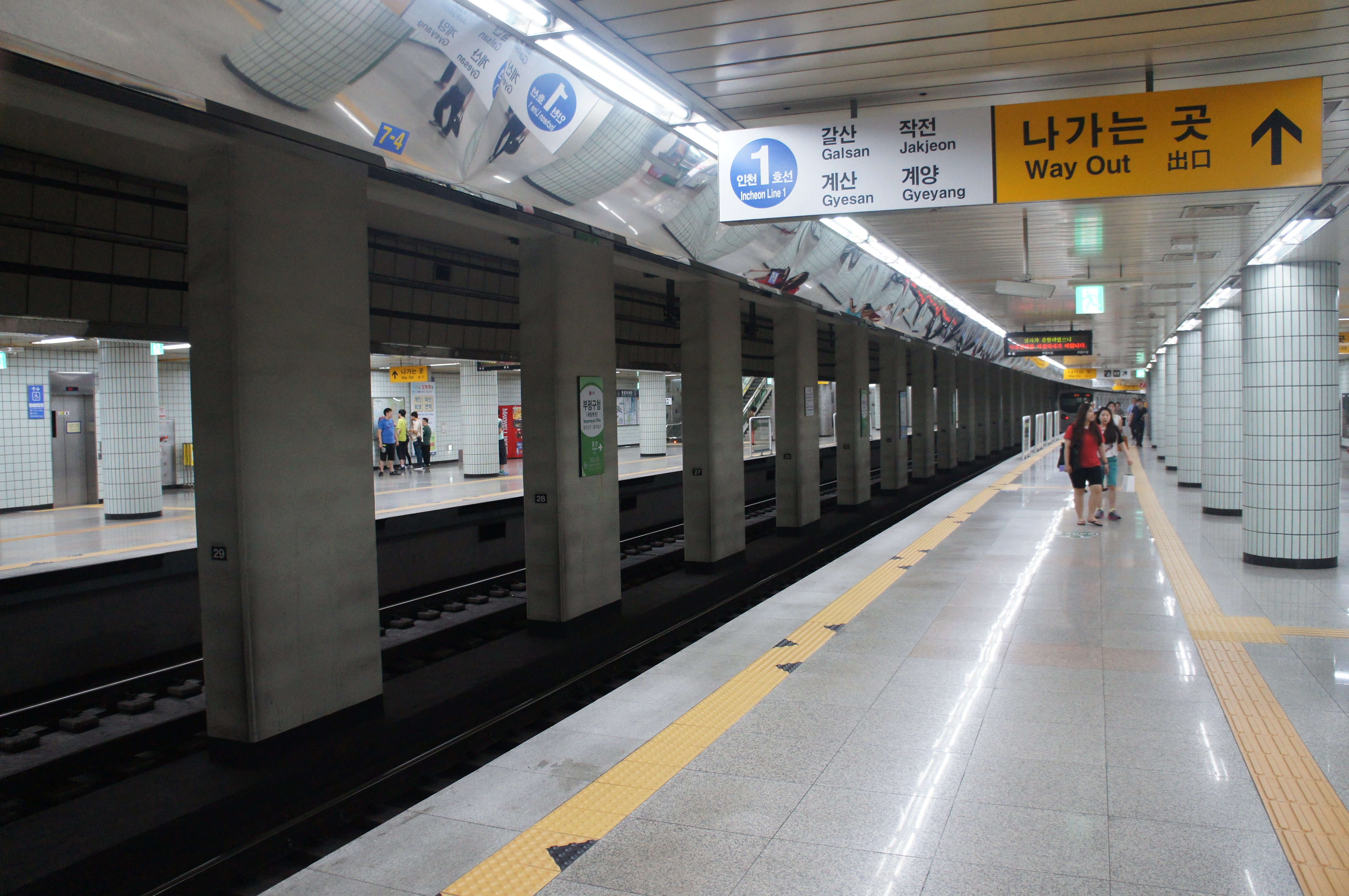
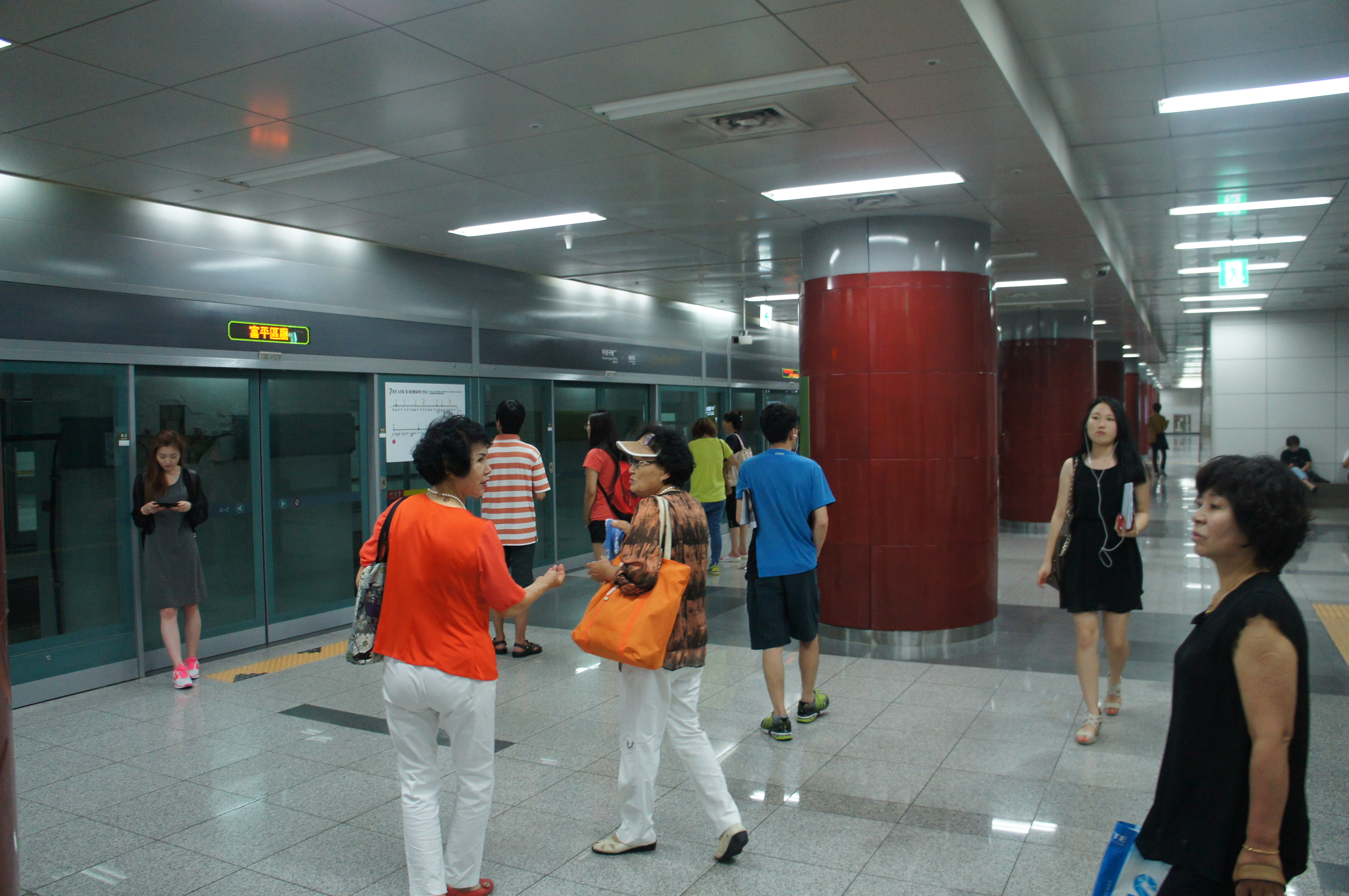
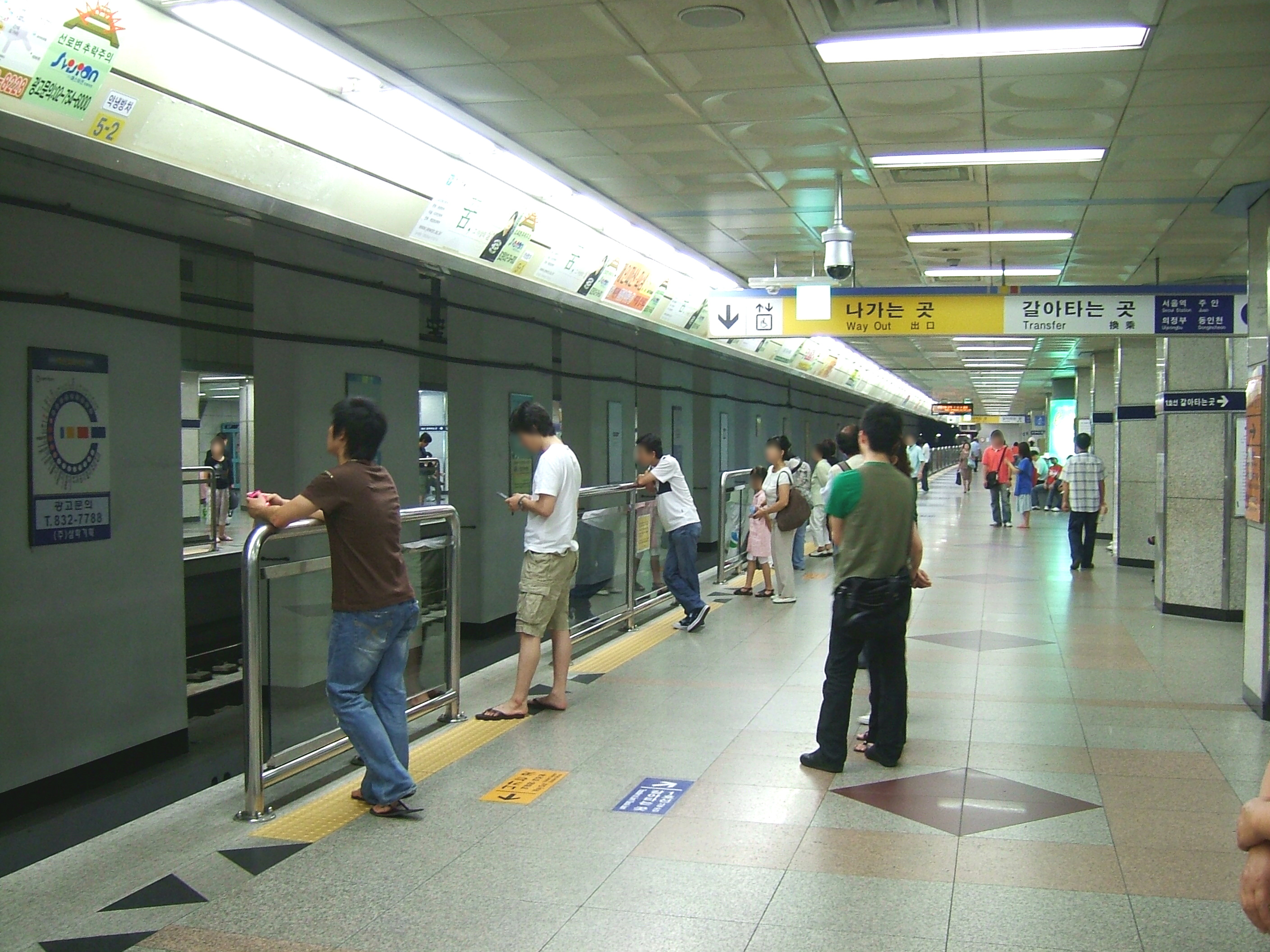
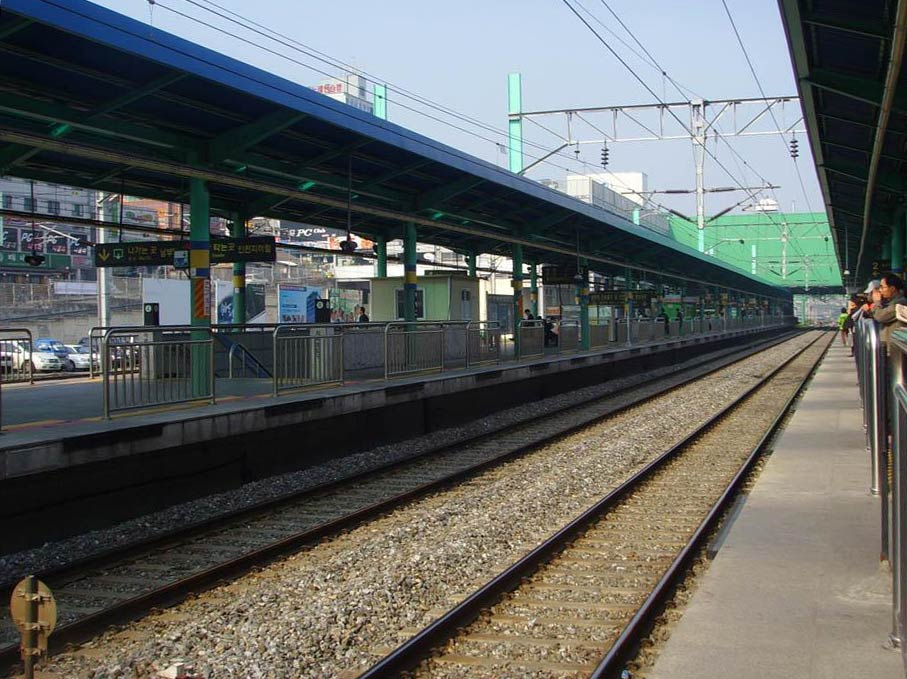
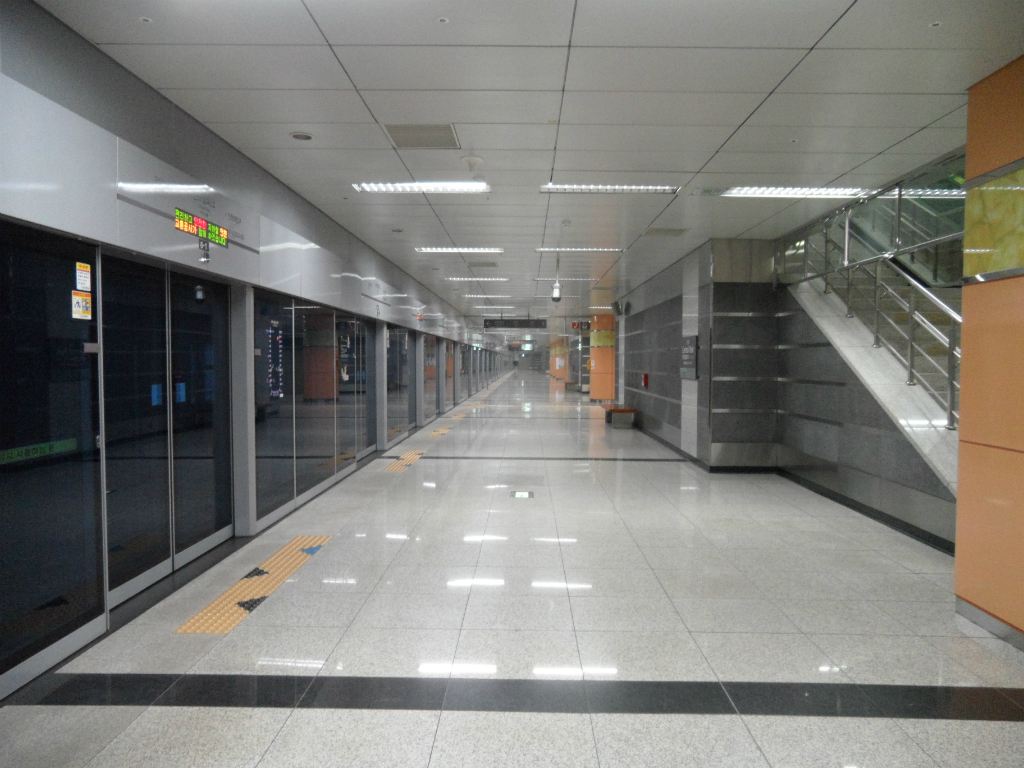
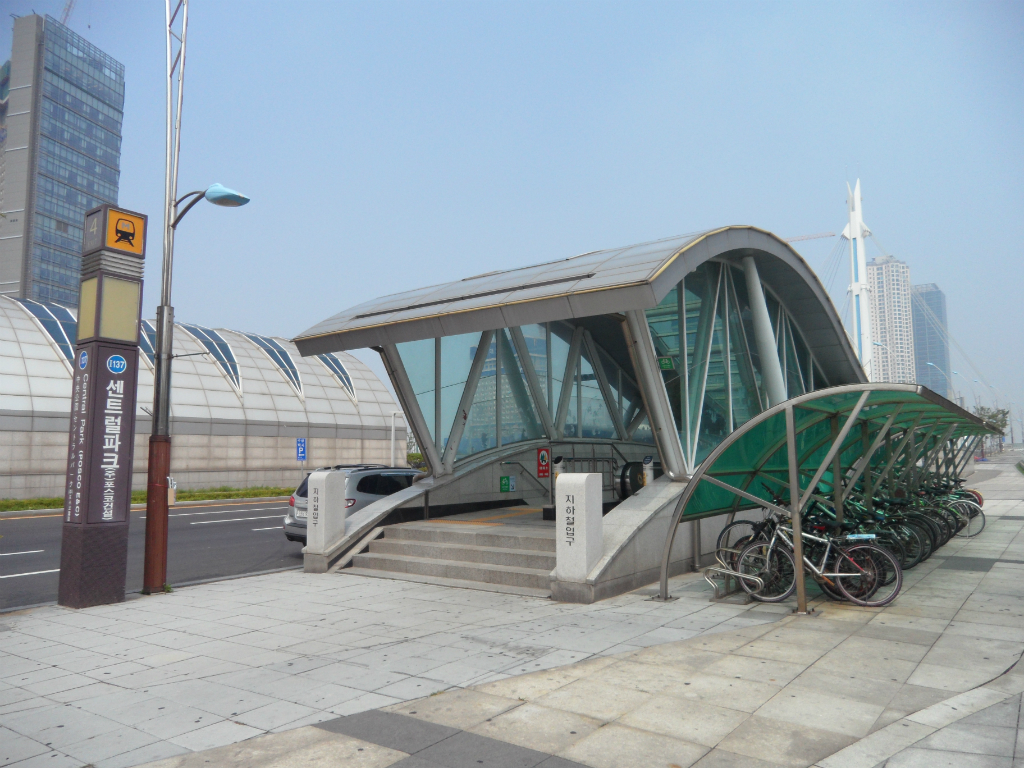
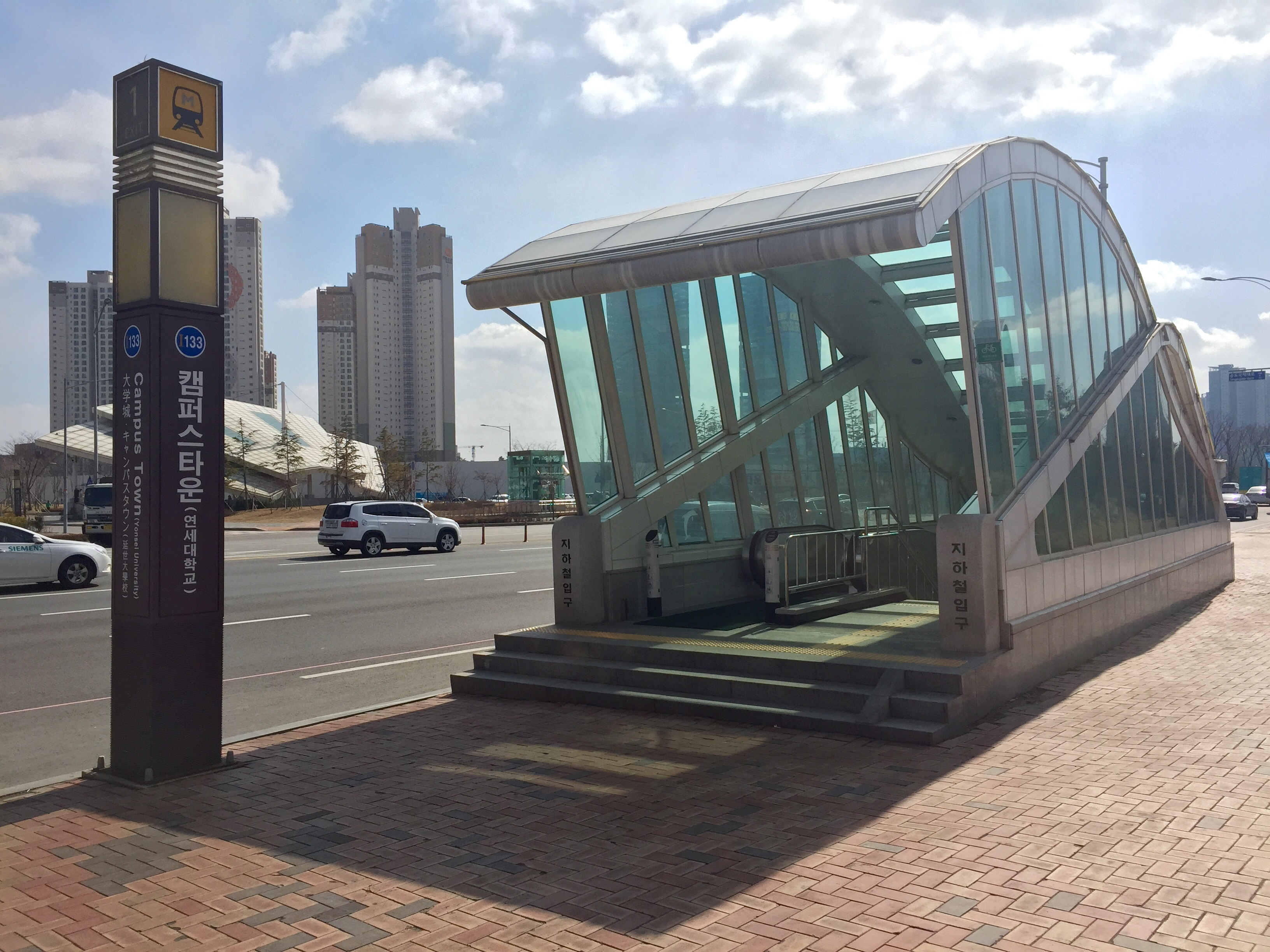